# Episema kourion
Episema kourion is een vlinder uit de familie uilen (Noctuidae). De wetenschappelijke naam is voor het eerst geldig gepubliceerd in 1999 door Nilsson, Svendsen & Fibiger.
De soort komt voor in Europa.